# جولای پشت‌طلایی
جولای پشت‌طلایی (نام علمی: Ploceus jacksoni) نام یک گونه از سرده جولاها است.